# Eleição papal de 1261

Brasão papal de Sua Santidade o Papa Urbano IV

A eleição papal ocorrida entre 26 de maio a 29 de agosto de 1261 resultou na eleição do patriarca Jacques Pantaléon como Papa Urbano IV depois da morte do Papa Alexandre IV. Foi o primeiro dos seis não-cardeais eleito Papa.

## Sacro Colégio
O Papa Alexandre IV morreu em 25 de maio de 1261, em Viterbo. A escolha de seu sucessor foi assistida por sete dos oito cardeais vivos.

### Cardeais presentes
GIX = nomeado cardeal pelo Papa Gregório IX
IIV = nomeado cardeal pelo Papa Inocêncio IV
1. Eudes de Châteauroux, Decano do colégio cardinalício. (IIV)
2. João de Toledo, O.Cist., protopresbítero (IIV)
3. Hugo de Saint-Cher, penitenciário-mór (IIV)
4. Riccardo Annibaldi, protodiácono (GIX)
5. Ottaviano Ubaldini (IIV)
6. Giovanni Gaetano Orsini, O.S.B., inquisidor (futuro Papa Nicolau III) (IIV)
7. Ottobono Fieschi dei Conti di Lavagna (futuro Papa Adriano V) (IIV)

### Cardeal ausente
- István Báncsa (IIV)

## Conclave
Os cardeais se reuniram no palácio dos bispos de Viterbo um dia após a morte de Alexandre IV. Por quase três meses os eleitores não foram capazes de escolher o papa, porque, como uma crônica relata: "grande foi a discórdia entre eles." Sobre as divisões étnicas se sobrepõem disputas sobre como continuar o conflito com Manfred Hohenstaufen, que no final do pontificado de Alexandre IV recuperou o poder no reino da Sicília, ameaçando a independência dos Estados Pontifícios. Após três meses os eleitores chegaram à conclusão de que eles não eram capazes de escolher um de seu próprio grupo e decidiu sobre o procedimento de compromissum, que tinha entre os membros da comissão, Hugo de Saint-Cher e João de Toledo. Em 29 de agosto o comitê escolheu Papa a Jacques Pantaleón, o Patriarca Latino de Jerusalém e legado papal no Império Latino, que passou a Santa Sé para Viterbo, esforçando-se na cúria pela assistência aos países latinos mais vulneráveis no Oriente. Selecionando o Papa francês e um oponente franco aos Hohenstaufen, prova que prevaleceu o ponto de vista entre os cardeais da necessidade de buscar um aliado contra Manfred na França. Eleito tomou o nome de Urbano IV e em 4 de setembro foi solenemente coroado na Catedral de Viterbo pelo Protodiácono Riccardo Annibaldi.